# GOLF武勇伝
『GOLF武勇伝』（ゴルフぶゆうでん）は、2004年7月から2018年3月まで放送されていたテレビのゴルフバラエティー番組。スポンサー及び制作著作はGMAジャパン。

## 概要
2003年に放送が開始された『GOLF大革命!!』（ゴルフだいかくめい!!）が前身。2004年7月からは現在のタイトルへ変更された。
番組は毎回日本のゴルフトーナメントツアーで活躍する一流ゴルファーを毎回招待し、関東各地のゴルフ場で、番組MCでゴルフメーカー・GMAの代表でもある岡崎公聡とストローク・プレーで対戦をする。毎週2ホールずつの合計8ホール（5週ある場合は9ホールで最終週は1ホールのみ）の対戦で優勝者を決める。
2005年、2006年の冬季（1-3月）は特別企画として「武勇伝カップ」なるものを開催。これは岡崎と番組出演プロゴルファーが2人1組・4チームずつに分かれてのチーム戦方式を争い、毎月の優勝チームに200万円の賞金が贈られるというもの。
トッププレーヤーのツアーで見せる本格的なプレーをコンピュータ解析や自らの解説を交えて伝えていく他、ツアーでは見せない本音や試合の舞台裏のトークを楽しむことも出来る。
2018年3月に放送終了。なお、2月と3月放送回は過去の名場面を振り返る内容になっていた。

## 放映日時
- 千葉テレビ - 毎週日曜日07:30-08:00（最速放送）
- テレビ埼玉 - 毎週月曜日21:00-21:30
- テレビ神奈川 - 毎週土曜日18:30-19:00
- 「GOLF武勇伝」公式サイト - 毎週月曜日更新（他局より2週遅れ）
- GYAO - バックナンバーを配信中

かつてはサンテレビやゴルフネットワークでも放送していた。

## 出演者
- 岡崎公聡（GMA代表・ティーチングプロ）
- 立山光広（GMA用品・用具契約プロゴルファー）
- 宮下裕子
- 竹房敦司（ナレーション）

## スタッフ
- 企画：GMAジャパン
- 監修：岡崎公聡
- プレイヤーマネージメント：室野歩
- 撮影：田嶋新悟
- VE：梅田智文
- 音声：野田雄一
- 編集：柴栄吉伸
- ディレクター：稲垣大輔
- プロダクション・マネージャー：野坂幸一郎
- プロデューサー：宮崎豊（GMAジャパン）
- 技術協力：AJAPRO
- 協力：GMA、Battle Cry Sound、HUBFUN
- 制作協力：COOLIES
- 制作・著作：GMAジャパン